# العلاقات الكورية الشمالية المصرية
العلاقات بين مصر وكوريا الشمالية تشير إلى العلاقات الثنائية بين جمهورية مصر العربية وجمهورية كوريا الديمقراطية، حيث تمتلك مصر سفارة في بيونغ يانغ، بينما تمتلك كوريا الشمالية سفارة في القاهرة.

## التاريخ

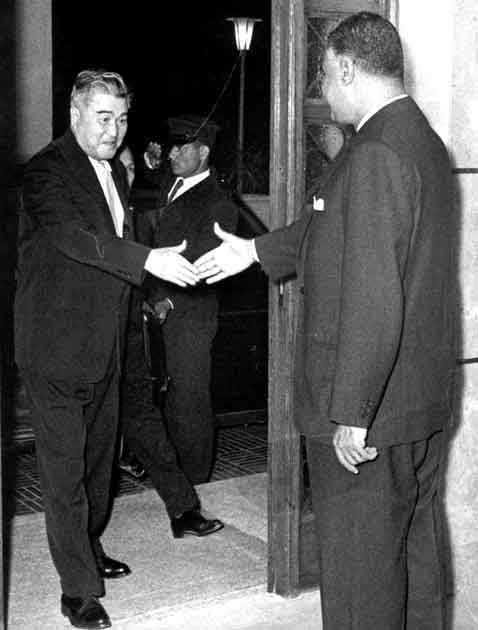
استقبال الرئيس المصري جمال عبد الناصر لشوا يونج كون رئيس مجلس الشعب الأعلى بكوريا الشمالية في 21 نوفمبر 1964 بالقاهرة.

بدأت العلاقات الثنائية بقوّة منذ عهد جمال عبد الناصر وحركة عدم الانحياز، حين دعمت كوريا الشمالية بقوة قرار الرئيس المصري بتأميم قناة السويس. وفي 3 نوفمبر 1956، أصدرت جمهورية كوريا الديمقراطية الشعبية إعلاناً للتضامن مع مصر، وقدمت قدراً صغيراً من المساعدات المالية (60,000 وون) في أعقاب العدوان الثلاثي على مصر. في عامي 1957 و1958، وقّعت الحكومتان اتفاقية تجارية واتفاقية تعاون ثقافي، على التوالي. وفي عام 1961، أُرسلت بعثة دبلوماسية كورية شمالية إلى مصر بهدف إقامة علاقات قنصلية. وفي 24 أغسطس 1963، رفع البلدان مستوى علاقاتهما الدبلوماسية إلى مستوى السفراء.
خلال المناقشات السنوية للجمعية العامة للأمم المتحدة حول المسألة الكورية، امتنعت مصر في البداية عن التصويت بشأن ما إذا كان ينبغي دعوة الكوريتين معاً أو فقط جمهورية كوريا (كوريا الجنوبية) للمشاركة في مناقشات الأمم المتحدة. وفي 11 ديسمبر 1962، صوّتت مصر لأول مرة لصالح مشروع قرار سوفيتي يدعو لدعوة الكوريتين، ويُرجّح أن هذا القرار جاء كرد فعل على إقامة العلاقات الدبلوماسية بين إسرائيل وكوريا الجنوبية في 9 أبريل 1962. ومع ذلك، ما بين 1962 و1966، واصلت مصر الامتناع عن التصويت على قرارات الأمم المتحدة المدعومة من الولايات المتحدة بشأن كوريا، ولم تصوت ضدها.
في أعقاب حرب 1967، قدمت كوريا الشمالية لمصر مساعدات غذائية بلغت 5,000 طن من الحبوب. من جانبها، تحوّلت مصر إلى موقف مؤيد بثبات لجمهورية كوريا الديمقراطية الشعبية في الأمم المتحدة. في ذلك الوقت، عكس هذا التحول اعتماد جمال عبد الناصر المتزايد على الدعم السوفيتي، إلا أن الحكومة المصرية حافظت على علاقات ودّية مع كوريا الشمالية حتى بعد أن قام خلفه أنور السادات بتخفيض العلاقات مع الاتحاد السوفيتي لصالح شراكة مع الولايات المتحدة. بين عامي 1973 و1976، واصلت مصر الوقوف إلى جانب كوريا الشمالية في الأمم المتحدة وفي حركة عدم الانحياز، في حين عبّرت كوريا الشمالية عن تأييدها لاتفاق سيناء المؤقت، وإلغاء معاهدة الصداقة المصرية-السوفيتية في 14 مارس 1976، وزيارة السادات للقدس (19–21 نوفمبر 1977)، واتفاقيات كامب ديفيد.
في عام 2015، دعا الرئيس المصري عبد الفتاح السيسي، الذي رفض تنفيذ عقوبات الأمم المتحدة المفروضة على كوريا الشمالية، الزعيم الكوري الشمالي كيم جونغ أون لحضور إعادة افتتاح قناة السويس بعد تطويرها؛ وقد حضر كيم يونغ نام ممثلاً عنه.

## العلاقات الاقتصادية
تُعد مصر من أكبر الشركاء التجاريين لكوريا الشمالية. واعتباراً من عام 2010، تحتل مصر المرتبة الثالثة كأكبر مستورد للبضائع الكورية الشمالية بعد الصين وكوريا الجنوبية، كما تُعد أيضاً من بين أكبر خمسة مصدرين إلى كوريا الشمالية. كانت شركة الاتصالات المصرية أوراسكوم تليكوم ذات دور حاسم في إنشاء شبكة "كوريو لينك" عام 2008، وهي شبكة الهاتف الوحيدة في كوريا الشمالية التي تعمل بتقنية الجيل الثالث (3G). كما أصبحت أوراسكوم أول شركة غير كورية شمالية تمتلك ترخيصاً لتشغيل خدمات الاتصالات في كوريا الشمالية.
كما قدمت مصر مبلغ 4 ملايين دولار عام 1997 (في صورة قرض) كمساعدات غذائية. كما قدمت في مايو عام 2000 قرضاً بقيمة 9.6 ملايين دولار كمساعدات غذائية أيضاً. وفي مايو عام 2001، قدمت قرضاً آخر بقيمة 7 ملايين دولار لشراء زيت الديزل، وتم تمديد فترة سداد هذا القرض إلى عشر سنوات كتسهيل من الحكومة المصرية.

## العلاقات الثقافية
تُعد مصر من الدول المشاركة بانتظام في فعاليات مهرجان الصداقة الفني الربيعي الكوري، حيث تُوفد وزارة الثقافة المصرية سنوياً فرقة للفولكلور الشعبي في بيونغ يانغ.
ويُسهم المركز المصري الدولي للزراعة، التابع لوزارة الزراعة واستصلاح الأراضي، في دعم العلاقات الثنائية من خلال تقديم خمس منح دراسية كاملة سنوياً لمتدربين كوريين شماليين في مجالات التكنولوجيا الزراعية المختلفة.
كما وقعت مذكرات تفاهم بين جامعة طنطا المصرية وثلاث جامعات كورية شمالية، هي:
- جامعة كيم تشيك للصناعة: في مجال العلوم الهندسية.
- جامعة هام هونغ للطب: في مجال علوم الصيدلة.
- جامعة كيم هيونغ جيك للتعليم: في مجالات العلوم الأساسية والعلوم التربوية والرياضة.[12]

## العلاقات العسكرية

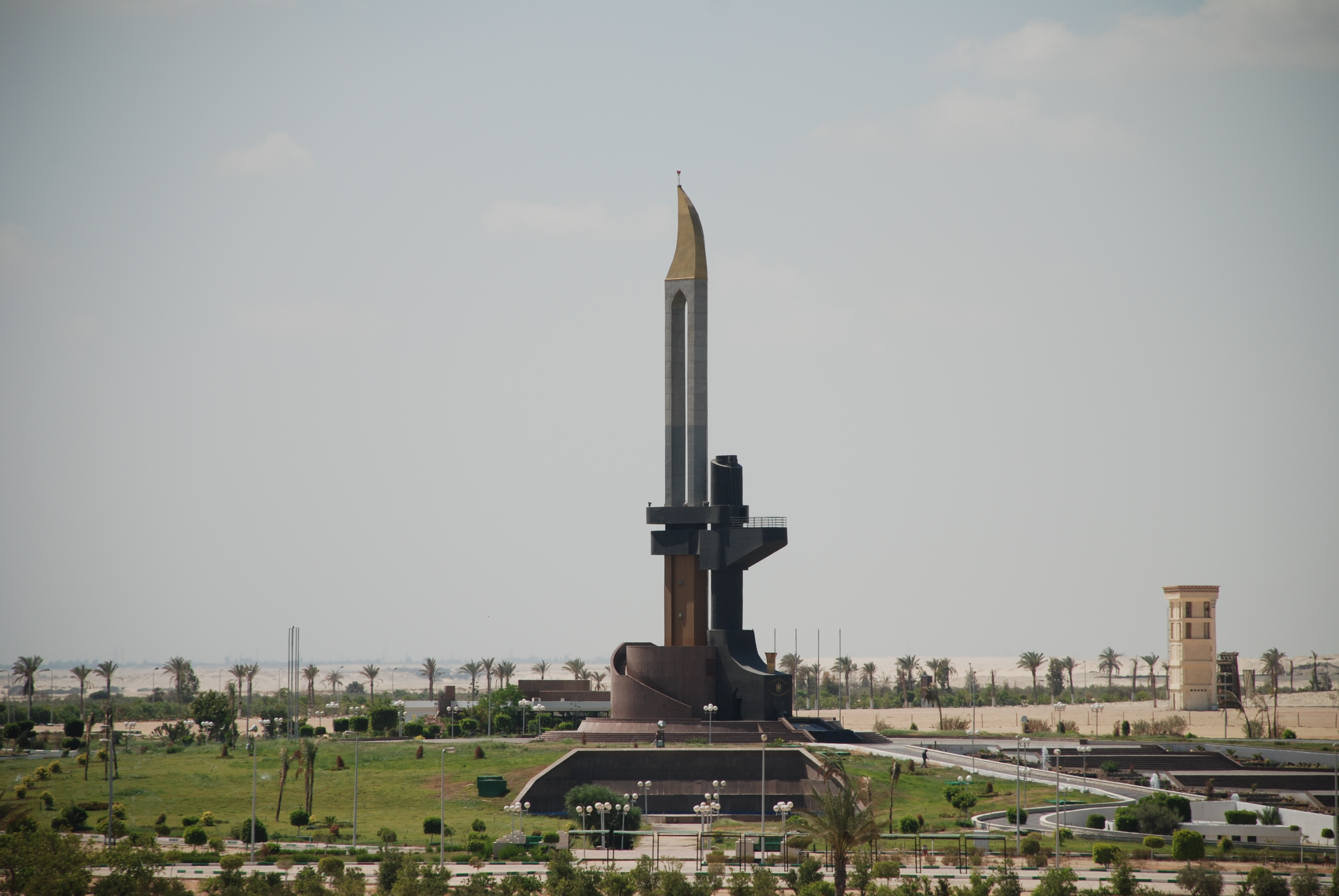
نُصب معركة الإسماعيلية في مدينة الإسماعيلية المصرية، وهو نُصب خرساني على شكل بندقية كلاشينكوف أيه كيه-47 مزودة بحربة، قُدِّم كهدية من كوريا الشمالية إلى مصر تخليدًا لضحايا معركة الإسماعيلية خلال حرب أكتوبر عام 1973، التي تحالفت فيها كوريا الشمالية مع مصر ضد إسرائيل.

خلال زيارة وفد حكومي كوري شمالي برئاسة كانغ ريانغ أوك [الإنجليزية] (من 1 إلى 7 مارس 1973)، طلب رئيس أركان الجيش المصري سعد الدين الشاذلي من الوفد إرسال قوات من جمهورية كوريا الديمقراطية الشعبية للمساعدة في تدريب الطيارين المصريين. في الفترة من 6 إلى 13 أبريل، زار الشاذلي كوريا الشمالية، ونال موافقة كيم إل سونغ. وصل المدربون الكوريون الشماليون (20 طياراً و18 فرداً من الطاقم المساعد) في يونيو، وتم توزيعهم في يوليو. في 18 أكتوبر، بعد اندلاع حرب أكتوبر، أرسل كيم إل سونغ رسالة تضامن إلى مصر و16 دولة عربية أخرى. ومع ذلك، خلال الحرب المصرية الليبية في يوليو 1977، وقفت كوريا الشمالية إلى جانب ليبيا.
وافق الرئيس محمد أنور السادات على بيع صواريخ آر-17 إلبروس إلى كوريا الشمالية بين عامي 1976 و1981. كما ساعدت كوريا الشمالية مصر على تطوير أنظمة صواريخها الخاصة. وقد حصلت كوريا الشمالية على أولى صواريخها الباليستية من طراز سكود بي من مصر في عام 1979 أو 1980، بينما اشترت مصر في تسعينيات القرن العشرين صواريخ سكود سي من كوريا الشمالية.
بحسب تقارير صحفية، ساهم ميناء بورسعيد كترانزيت لصادرات الأسلحة الكورية الشمالية إلى إفريقيا. وقد أفادت الأمم المتحدة في عام 2016 أنه تم اعتراض سفينة شحن كورية شمالية قبيل دخولها المياه الإقليمية المصرية، كانت تحتوي على نحو 30,000 قذيفة صاروخية مضادة للدروع تُقدّر قيمتها بـ 26 مليون دولار؛ ويُقال إن هذه القذائف قد اشترتها الهيئة العربية للتصنيع.
في عام 2017، وبعد زيارة إلى كوريا الجنوبية، ورد أن وزير الدفاع والإنتاج الحربي المصري صدقي صبحي أعلن أن مصر "قطعت جميع العلاقات العسكرية مع كوريا الشمالية".

## الاتفاقيات
بين الحكومات المتعاقية والمؤسسات في مصر وكوريا الشمالية العديد من الاتفاقيات الموقعة بينهما:
- اتفاق تجاري وُقّع في 10 ديسمبر 1957، ويتم تجديده سنوياً.
- اتفاقية التعاون الثقافي المُوقّع في 31 ديسمبر 1958، والذي دخل حيّز التنفيذ في 6 مايو 1959. وتبلغ مدة هذه الاتفاقية ثلاث سنوات وتجدد تلقائياً. وقد تم توقيع البرنامج التنفيذي للاتفاق الثقافي في 7 مايو 1964، وكان يُحدد كل ثلاث سنوات، وكان آخرها في القاهرة في أكتوبر 2009، لأعوام 2007–2009. وقد احتفلت البعثة هنا باليوبيل الذهبي (الذكرى الخمسين) للاتفاق الثقافي الثنائي المصري-الكوري في ديسمبر عام 2008.
- اتفاق الدفع وُقّع في 11 فبراير 1963، وتم تعديله في 9 ديسمبر 1977.
- اتفاق بريدي وُقّع في 21 أغسطس 1966.
- اتفاق علمي وتكنولوجي وُقّع في 30 أكتوبر 1969، ومدته خمس سنوات ويُجدد تلقائياً. ويشير أرشيف السفارة إلى أنه تم وضع برنامج تنفيذي لهذا الاتفاق في 21 أغسطس 1981، لأعوام 1981 و1982 و1983.
- اتفاق النقل الجوي بين مصر وكوريا الشمالية وُقّع في 3 أبريل 1977.
- اتفاقية التعاون الاقتصادي والعلمي والفني والثقافي الذي وقّعه الرئيس الأسبق محمد حسني مبارك مع الزعيم الكوري الشمالي كيم إيل سونغ في أبريل عام 1983، وبدأ العمل به في 1 يونيو 1983، لمدة غير محددة. وينص الاتفاق على إنشاء لجنة اقتصادية مشتركة على المستوى الوزاري، وهي اللجنة التي عقدت أولى جلساتها في القاهرة في يونيو عام 1984.
- بروتوكول التعاون بين اتحادي الإذاعة والتلفزيون في البلدين وُقّع في 5 فبراير 1986.
- اتفاق تعاون بين اتحاد الصحفيين الكوري الشمالي ونقابة الصحفيين المصريين في عام 1986.
- اتفاق تجاري طويل الأجل وُقّع في 19 مارس 1992، لمدة ثلاث سنوات تُجدد تلقائياً.
- اتفاق تجاري بالعملة الحرة تم توقيعه في مارس عام 1992.
- اتفاقية تعاون أمني وُقّع في 29 أكتوبر 1993، بين وزارتي الداخلية المصرية ووزارة الأمن الاجتماعي الكورية الشمالية. ويتم بموجبه تبادل المعلومات ذات الاهتمام المشترك، خصوصاً في مجالات التزييف والتهريب. وتبلغ مدة الاتفاق خمس سنوات تُجدد لفترة مماثلة.
- اتفاقية التعاون المشترك في مجال النقل البحري وُقّع في 29 فبراير 1996، وتم التصديق عليه في 18 مايو 1997. ومدة الاتفاق خمس سنوات ويُجدد لمدد أخرى.
- اتفاق ثقافي وعلمي وفني وُقّع في 6 أغسطس 1996.
- اتفاقية تشجيع وحماية الاستثمارات بين البلدين وُقّع في 19 أغسطس 1997، ودخل حيّز النفاذ في 20 ديسمبر 1999. وتبلغ مدة الاتفاق عشر سنوات، ويُجدد تلقائياً لفترات مماثلة.
- اتفاقية التعاون الإعلامي وُقّع في القاهرة في 11 سبتمبر 1999، بين وزارة الإعلام المصرية واللجنة الإعلامية الكورية الشمالية. ويُجدد هذا الاتفاق سنوياً، إلا أن إجراءاته لم تُستكمل من الجانبين.
- اتفاق بحث الازدواج الضريبي وُقّع في 2 مارس 2000، ولم تُستكمل إجراءاته من الجانبين.
- اتفاقية تعاون في مجال الصحة والمنتجات الدوائية وُقّع في 30 مايو 2000، ويسري لمدة خمس سنوات (ولا يوجد ما يشير إلى أنه تم التصديق عليه من الجانبين).
- بروتوكول للتعاون العلمي والتكنولوجي بين أكاديمية البحث العلمي والتكنولوجيا المصرية وأكاديمية العلوم الكورية الشمالية وُقّع في عام 2002.
- برنامج تنفيذي للاتفاق الثقافي للأعوام 2007 و2009، وُقّع في 11 أكتوبر 2007، ودخل حيّز النفاذ في التاريخ نفسه.
- برنامج تنفيذي للاتفاق الثقافي للأعوام 2013 و2015، وُقّع في 18 نوفمبر 2013، ودخل حيّز النفاذ في التاريخ نفسه.
- مذكرة تشاور سياسي بين وزارتي الخارجية المصرية والكورية الشمالية في أكتوبر عام 2005. وقد عُقدت جولتان في إطار تلك الآلية: الأولى في بيونغ يانغ في فبراير 2009، والثانية في القاهرة في يونيو 2010.